# Palais Odescalchi Simonetti
Le Palais Odescalchi Simonetti est un palais situé Via Vittorio Colonna, entre la Via Muzio Clementi et la Via Pietro Cavallini, dans le Rione Prati de Rome. 

## Histoire
Ce palais a été conçu par l'architecte Francesco Fontana (1819-1883) et revu, après 1886, par l'architecte romain Carlo Busiri Vici en style néo-renaissance qu'il conserve aujourd'hui. Son apparence actuelle est attribuée à l'architecte Raffaele Ojetti. Le blason qui orne sa façade est celui du prince Ladislao Odescalchi Baldassare Constantino Ignacio Giovanni Carlo, habituellement appelé Baldassare III, septième prince Odescalchi, duc de Bracciano et Syrmio, né à Rome en 1844 et mort à Civitavecchia en 1909. Après avoir émigré à Florence en 1867, Baldassare fut membre de la junte gouvernementale et de son entourage qui présentèrent au roi Vittorio Emanuele II le résultat du plébiscite sur la transformation de Rome en nouvelle capitale du royaume d’Italie après sa prise en 1870. Craignant d'être impliqué dans la mort d'un ancien adversaire politique, qui l'avait défié auparavant pour un duel, Odescalchi choisit d'émigrer pour quitter la capitale, mais fut néanmoins élu au parlement italien peu de temps après. Rentré en Italie cinq ans plus tard, il était membre du Congrès de Civitavecchia (1880-1886) et sénateur en 1896.

## Le palais dans l'art
Dans ce palais est née la deuxième fille de Luigi Pirandello et a été installé l'atelier du peintre Attilio Simonetti, qui a donné son nom à l'édifice.